# Gaël Angoula

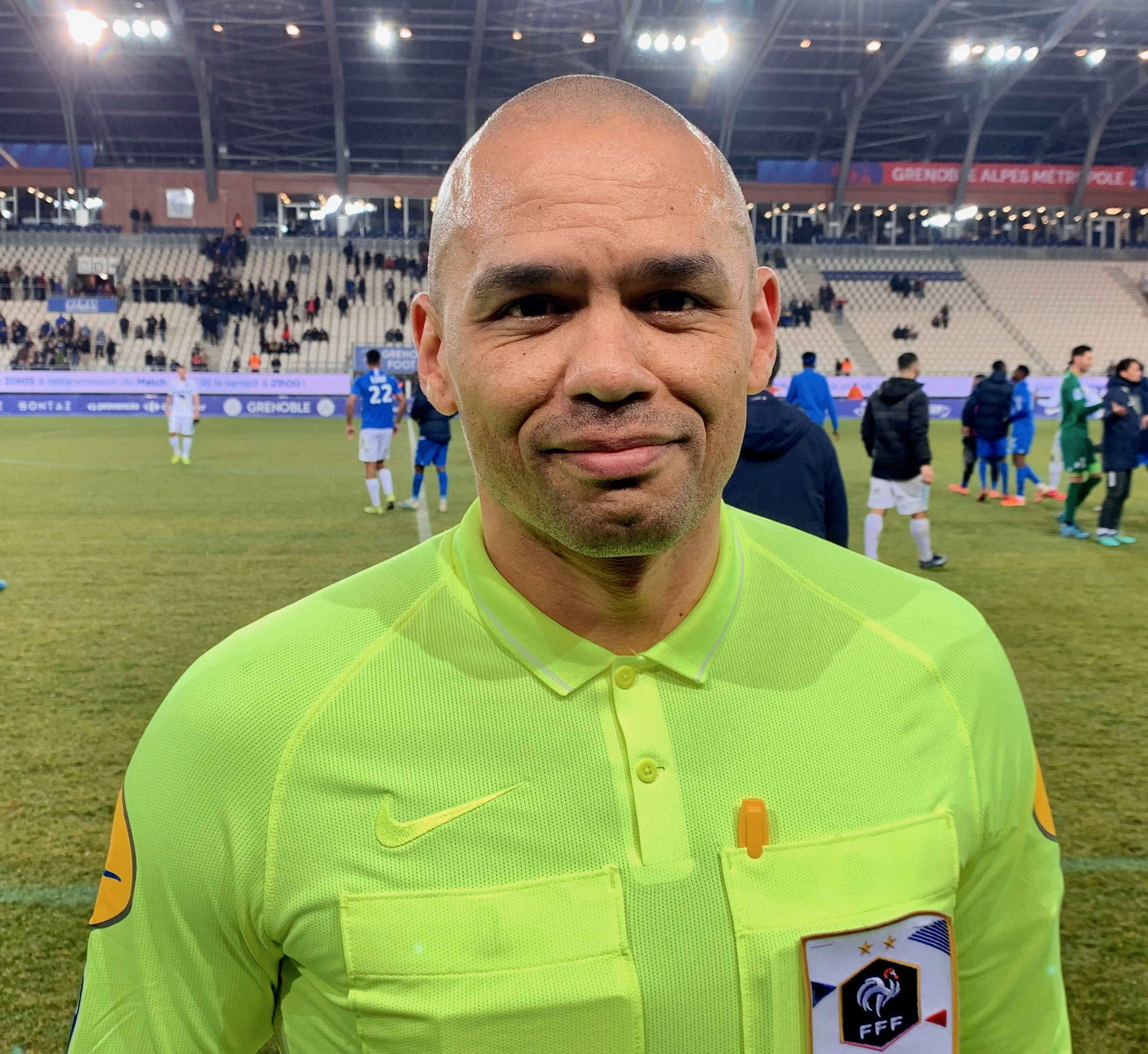
Gaël Angoula (2020)

Gaël Angoula (* 18. Juli 1982 in Le Havre) ist ein ehemaliger französisch-kamerunischer Fußballspieler und heutiger Fußballschiedsrichter.
Wie sein Bruder Aldo Angoula (* 1981) war Angoula zunächst als Fußballspieler aktiv. Er spielte bis 2017 unter anderem für VEF Pacy, SC Bastia, SCO Angers und Olympique Nîmes und entschied sich im Anschluss für einen Wechsel zur Schiedsrichterei.
Angoula leitet seit Juli 2019 Spiele in der französischen Ligue 2 und seit August 2023 Spiele in der Ligue 1. Er steht bislang nicht auf der Liste der FIFA-Schiedsrichter.